# Embajadores de Buena Voluntad de la FAO

Organización de las Naciones Unidas para la Alimentación y la Agricultura con su lema en Latín, Fiat Panis ("Hágase el pan")

El Programa de Embajadores de Buena Voluntad de la FAO comenzó su andadura en 1999. El objetivo principal del programa es aumentar la conciencia pública y difundir información sobre cuestiones relacionadas con la seguridad alimentaria, el hambre y la pobreza en el mundo. Con este programa, la FAO tiene la intención de movilizar un mayor apoyo y mejorar la comprensión del público por la causa de "Alimentos para todos”.
Los Embajadores de Buena Voluntad, a través de sus apariciones públicas, sus contactos con los medios de comunicación internacionales y la labor humanitaria, ayudan a ampliar la comprensión de cómo los ideales y objetivos de la Organización demandan la atención de todo el mundo.

## Embajadores Actuales
Actuales Embajadores de Buena Voluntad de la FAO, y el año que fueron nombrados:
- Thomas Pesquet (ingeniero aeroespacial, piloto y astronauta) - 2021
- Rodrigo Pacheco (chef y filántropo) - 2020
- Dee Dee Bridgewater (cantante y actriz) - 1999
- Gina Lollobrigida (actriz y reportera gráfica) - 1999
- Gilberto Gil (músico) - 2001
- Roberto Baggio (jugador de fútbol) - 2002
- Dionne Warwick (cantante y actriz) - 2002
- Khaled (cantante y compositor, instrumentalista) - 2003
- Maná (banda pop/rock) - 2003
- Noa (cantante) - 2003
- Oumou Sangaré (cantante) - 2003
- Raúl (jugador de fútbol) - 2004
- Chucho Valdés (pianista y compositor) - 2006
- Carl Lewis (medallista de oro olímpico) - 2009
- Raoul Bova (actor) - 2010
- Susan Sarandon (actriz) - 2010
- Su Alteza Real el Príncipe Laurent de Bélgica, Embajador Especial para los Bosques y el Medio Ambiente (2014)
- Su Majestad la Reina Doña Letizia (Reina consorte de España) - 2015
- Leyla Aliyeva (vicepresidenta de la Fundación Heydar Aliyev, Azerbaiyán) - 2015
- Profesor Abdelouahab Zaid (Embajador Nacional, Emiratos Árabes Unidos) - 2015
- Bharrat Jagdeo, Embajador Especial para los Bosques y el Medio Ambiente (2016)
- Su Majestad el Rey Letsie III del Reino de Lesoto - Embajador Especial para la Nutrición, 2016
- Carlo Petrini (Presidente Slow Food International, Italia) - 2016
- Paticia Juárez, Embajadora Especial para el Año Internacional de las Legumbres para América Latina y el Caribe. (Oaxaca, México) 2016
- Guadalupe Valdez - Embajadora Especial "Hambre Cero" para la Región de América Latina y el Caribe (República Dominicana), 2016
- Su Alteza Real la Princesa Maha Chakri Sirindhorn Reino de Tailandia - Embajadora Especial "Hambre Cero" para la Región de Asia y el Pacífico (Tailandia), 2016
- Kanayo F. Nwanze Embajadora Especial "Hambre Cero" para la Región de África,2017
- Darine El Khatib Embajadora Especial "Hambre Cero" para el Cercano Oriente y África del Norte, 2017
- Katsuhiro Nakamura 2017
- Hiroko Kuniiya 2017